# Ilian Tsankov
Ilian Tsankov –en búlgaro, Илиан Цанков– (1973) es un deportista búlgaro que compitió en halterofilia. Ganó una medalla de bronce en el Campeonato Europeo de Halterofilia de 1994, en la categoría de 64 kg.

## Palmarés internacional
| Campeonato Europeo | Campeonato Europeo        | Campeonato Europeo | Campeonato Europeo |
| Año                | Lugar                     | Medalla            | Categoría          |
| ------------------ | ------------------------- | ------------------ | ------------------ |
| 1994               | Sokolov (República Checa) | Medalla de bronce  | 64 kg              |